# Atypha pulmonariae
Atypha pulmonariae är en fjärilsart som beskrevs av Jacob Hübner 1802. Atypha pulmonariae ingår i släktet Atypha och familjen nattflyn. Inga underarter finns listade i Catalogue of Life.